# ジャーク・プズー＝マサビュオ
ジャーク・プズー＝マサビュオ（Jacques Pezeu-Massabuau、1930年 - ）は、日本に活動基盤を置くフランス出身の地理学者、人類学者、フランス語教師。1960年代以降、アテネ・フランセ、東京日仏学院などでフランス語教育にあたり、東京大学教養学部、中央大学、早稲田大学、奥羽大学などでも客員、非常勤として教鞭をとった。
おもにフランス語で、日本を中心に東アジアに関する地理学研究の著作や論文を発表し、その一部は日本語にも翻訳されたほか、日本におけるフランス語教育に関しても業績を残した。特に、日本を中心とした民家研究においては「フランスでの第一人者」と評されている。
日本語における氏名の表記には揺れがあり、本人の公式サイトではジャーク・プズー＝マサビュオとあるものの、著書の著作者表示などでは名がジャックとされたり、姓がプズー、あるいは、プズー＝マサビュオーなどと記されることもある。

## 経歴
- 1949年 - 1957年：パリ大学に学ぶ
- 1957年：歴史・地理学分野のアグレガシオン（高等教育教授資格）を取得
- 1957年 - 1960年：サイゴンのリセ (Lycée JJ Rousseau à Saigon) で教員として働く
- 1960年 - 1963年：日仏会館（東京）研究員
- 1963年 - 1964年：サイゴン大学 (Université de Saigon)
- 1964年 - 1972年：フランス国立科学研究センター (CNRS) 研究員
- 1972年 - 1990年：アテネ・フランセ教員
- 1974年：日本の民家の研究でフランス国家文学博士号を取得。
- 1989年 - 1991年：東京日仏学院教員

## おもな著書
- Pezeu-Massabuau, Jacques (1980). La Corée. P.U.F.
  - 日本語訳：プズー＝マサビュオー,, ジャーク 著、菊地一雅、北川光兒 訳『新朝鮮事情』白水社〈文庫クセジュ〉。ISBN 978-4-560-05669-1。
- Pezeu-Massabuau, Jacques (1981). La maison japonaise (thèse). P.O.F.
  - 日本語訳：プズー＝マサビュオー,, ジャック 著、加藤隆 訳『家屋（いえ）と日本文化』平凡社〈フランス・ジャポノロジー叢書〉、1996年。ISBN 978-4582703313。

以下は、フランス語での出版は確認されないが、日本語訳が出版された著書：
- 日本語訳：プズー,, ジャック 著、平山卓 訳『わたしのニッポン発見』三省社、1972年。
- 日本語訳：プズー,, ジャック 著、柏岡珠子 訳『フランス―風土と生活』三修社〈フランス教養叢書〉、1982年。ISBN 978-4384037197。